# Канарска чиопа
Канарска чиопа (лат. Apus unicolor) средње је велика чиопа. Наизглед јако слична сеоској или градској ласти, међутим, чиопа није сродна птицама из реда певачица и припада засебном реду, Apodiformes. Сличност са ластама је због конвергнетне еволуције и сличних еколошких ниша.

## Опис
Чиопа има јако кратке ноге којима се једино може кретати по вертикалној подлози. Никада својевољно не седи на хоризонталној површини. Већину живота проводи у ваздуху, хранећи се инсектима које хвата својим кљуном. Воду пије у лету.
Ово је 14–15 cm дугачка птица и јако слична сродним црним и сивим чиопама, са којима живи у симпатрији на архипелагу, а идентификација и разликовање од сродних врста је могућа само добрим посматрањем. Као и остале чиопе, ова врста има рачваст и усечен реп и дугачка српаста крила која подсећају на бумеранг.
Ово је црна птица која има светлије грло. Тело сиве чиопе је крупније и више браон од тела црне чиопе. Виткија је, раскошнија и тамнија од сиве чиопе, с тим да је светло грло слабије уочљиво.
Разликовање канарске чиопе од сличне црне чиопе је много теже, иако се младунац црне чиопе лако може елиминисати због белог грла. Канарска чиопа је виткија и изгледа као да има дужа крила од црне чиопе, са телом које има перје које је као код сиве чиопе и подсећа на крљушт. Оглашавање је гласно пиштање, слично оном код црне чиопе, мада можда и гласније.

## Размножавање
Канарска чиопа се гнезди на литицама, мостовима и грађевинама на Канарским острвима и Мадеири, где полаже два јаја у зделастом гнезду направљеном од латица цвећа и залепљеном пљувачком. То је делимично миграторна врста, где одређени део популације одлази на зимовалишта у северну Африку.